# AS Oslo Sporveier
A AS Oslo Sporveier é uma empresa que gere todos os transportes públicos da Cidade de Oslo, na Noruega. Os transportes públicos da cidade incluem dois aeroportos, um sistema de caminhos de ferro, o metropolitano de Oslo, autocarros, entre outros.